# Compás

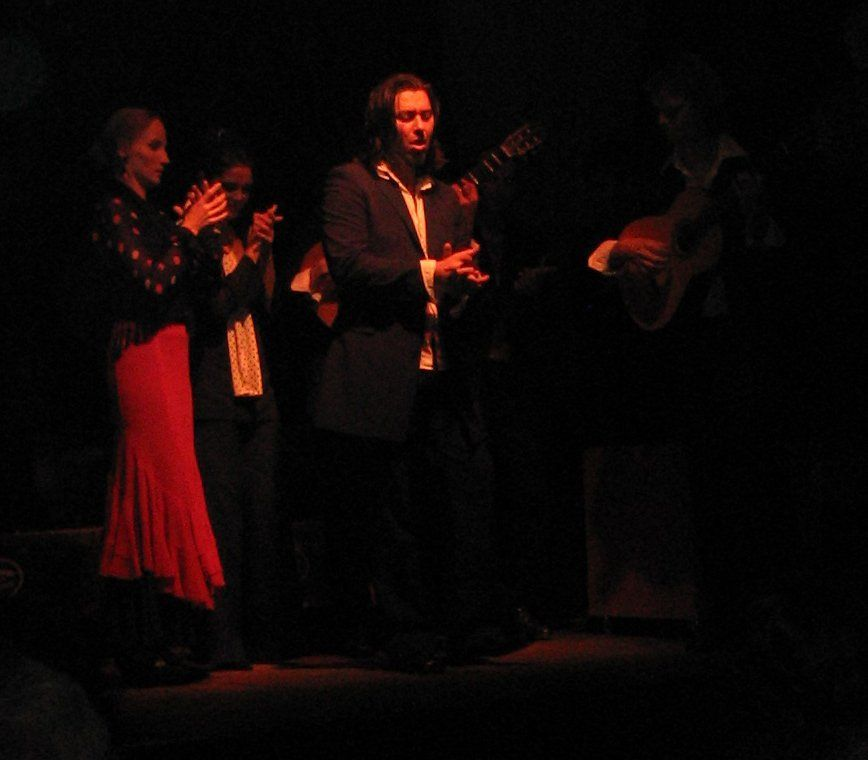
flamenco: dans, zang en begeleiding

Het compás van de flamenco is de maat of de karakteristieke ritmestructuur van een flamencostijl.
De flamencogitarist Dennis Koster omschrijft het zo: "Compás, dat 'ritme' betekent, is mogelijk het belangrijkste woord in de flamenco. Afhankelijk van de context zijn er subtiele betekenisverschillen. In het algemeen verwijst compás naar het ritme, maar het woord kan ook worden gebruikt om de specifieke ritmische structuur van een flamencovorm te beschrijven ".
Bij het meetikken en klappen van ritmes bij flamenco is het belangrijker om het compás aan te voelen dan mechanisch mee te tellen. In dat opzicht lijkt flamenco op jazz of blues, waar vertolkers het ritme eveneens 'voelen'.
Flamenco maakt gebruik van drie basis-maten: met twee tellen, met drie tellen of met - (vreemd genoeg!) - twaalf tellen. Vooral de 12-tel cyclus is moeilijk om te leren als beginnende danser of begeleider. Behalve deze basisvormen zijn er ook nog vrije vormen die geen specifiek metrum gebruiken: deonás, saetas, malagueñas, taranta's en sommige soorten fandango's.

## Een overzicht
- Ritmes in 2/4 maat (twee tellen) of 4/4 maat (vier tellen) worden gebruikt in tangos, tientos, gypsy rumba, zambra en tanguillos.
- Ritmes in 3/4 maat. Deze zijn typisch voor fandangos en sevillanas. Beide vormen stammen uit de Spaanse volkmuziek, en zijn dus geen "zigeunerstijlen". Hoewel 3/4 en 4/4 maat algemeen voorkomen in de westerse muziek, treffen we ze niet aan bij zigeuner- of Hindimuziek.
- Ritmes met 12 tellen ("beats") worden meestal genoteerd als 6/8 of 3/4 en soms met 12/8 maten om te trachten het binnen de klassieke muzieknotatie te vatten. De cyclus met 12 tellen vinden we bij de soleares, alegrías en bulerías palos (=stijl). Deze twee stijlen verschillen door verschillende accenten op de tellen te leggen. Het kan echter, in tegenstelling tot het klassieke muziekconcept, dat het accent niet steeds op de eerste tel van de maat valt, maar bijvoorbeeld op de tweede of een andere, in telkens wisselende groeperingen. Wie flamenco wil leren met handklap-begeleiding (palmas) zal snel ondervinden dat het een zeer complexe ritmische oefening is.